# Ptochophyle planctogramma
Ptochophyle planctogramma là một loài bướm đêm trong họ Geometridae.